# رؤیای یک رؤیای کوچک (فیلم)
رؤیای یک رؤیای کوچک (انگلیسی: Dream a Little Dream) فیلمی در ژانر کمدی به کارگردانی مارک روکو است که در سال ۱۹۸۹ منتشر شد.

## بازیگران
- کوری فلدمن
- کوری هایم
- جیسون روباردز
- پایپر لوری
- هری دین استنتون
- آلکس روکو
- میکی توماس
- سوزان بلکلی
- ویکتوریا جکسون
- ویلیام مک‌نامارا